# Mohammed Hawadle Madar
Mohammed Hawadle Madar war zwischen dem 3. September 1990 und dem 24. Januar 1991 somalischer Premierminister. Er gehörte der Einheitspartei XHKS an.